# Tetraulax lateraloides
Tetraulax lateraloides là một loài bọ cánh cứng trong họ Cerambycidae.